# Natalya Anisimova
Natalya (Guskova) Anisimova (em russo:  Наталья (Гуськова) Анисимова; 16 de novembro de 1960) é uma ex-handebolista russa, medalhista olímpico.
Natalya Anisimova fez parte dos elencos medalha de bronze, de Seul 1988 e Barcelona 1992.